# Sydmors Pastorat
Sydmors Pastorat er et pastorat i Morsø Provsti, Aalborg Stift med de fire sogne:
- Blidstrup Sogn
- Vejerslev Sogn
- Vester Assels Sogn
- Øster Assels Sogn

I pastoratet er der fire kirker
- Blidstrup Kirke
- Vejerslev Kirke
- Vester Assels Kirke
- Øster Assels Kirke